# Bohdan Pilarski
Bohdan Pilarski (ur. 24 września 1931 w Brzozowcu w gminie Iwieniec, zm. 3 czerwca 2018 w Wieruszowie) – polski polityk, muzykolog, rolnik, poseł na Sejm X i I kadencji (1989–1993).

## Życiorys
Syn Antoniego i Anny. W czasie II wojny światowej był kurierem i zwiadowcą w oddziale Armii Krajowej dowodzonym przez swojego brata Stanisława. W 1951 ukończył III Liceum Ogólnokształcące im. św. Jana Kantego w Poznaniu, następnie podjął studia muzykologiczne na Uniwersytecie Poznańskim. Po likwidacji Katedry Muzykologii przeniósł się na Uniwersytet Warszawski, gdzie ostatecznie ukończył studia w 1956. Pracował krótko w Instytucie Muzykologii Wydziału Historycznego UW, a od 1957 jako redaktor „Ruchu Muzycznego”. W latach 1962–1965 studiował historię i estetykę na Uniwersytecie Paryskim, a w Collège de France historię sztuki i antropologię. Przygotowywał pod kierunkiem Vladimira Jankélévitcha rozprawę doktorską o muzyce Maurice’a Ravela. Przez dwa lata pracował w radiu i telewizji francuskiej. W 1965 polskie władze ustaliły, że pośredniczył w kontaktach Jerzego Giedroycia ze Stanisławem Mackiewiczem, na skutek czego w czasie kolejnego pobytu w Polsce odmówiono mu paszportu na dalszy wyjazd do Francji. Z powodów politycznych nie mógł znaleźć stałego zatrudnienia, dopiero w latach 1970–1972 pełnił funkcję kierownika programowego Filharmonii Narodowej w Warszawie. W 1969 opublikował Szkice w muzyce (poszerzone m.in. o artykuły usunięte przez cenzurę drugie wydanie tej książki ukazało się w 2010).
W 1973 wyjechał ze stolicy do wsi Krupka, gdzie prowadził gospodarstwo rolne. W 1976 podpisał jeden z listów otwartych do Sejmu PRL przeciwko zmianom w konstytucji. W 1981 stanął na czele Niezależnego Samorządnego Związku Zawodowego Rolników Indywidualnych „Solidarność” w gminie Bolesławiec. W okresie stanu wojennego był internowany, następnie objęty dozorem milicyjnym.
Od 1989 do 1993 był posłem X kadencji z ramienia Komitetu Obywatelskiego oraz I kadencji z ramienia Porozumienia Ludowego. Do 1993 był wiceprzewodniczącym Stronnictwa Ludowo-Chrześcijańskie, a w 1993 przewodniczącym Stronnictwa Chrześcijańskiej Demokracji. Od 2001 był związany z Prawem i Sprawiedliwością, z list którego bezskutecznie kandydował w 2001 do Sejmu, w 2004 do Parlamentu Europejskiego, a także w wyborach lokalnych.
Pochowany na cmentarzu w Piaskach.